# Imke Schellekens-Bartels
Imke Schellekens-Bartels (ur. 15 marca 1977 w Eindhoven) – holenderska jeźdźczyni sportowa, wicemistrzyni olimpijska.
Startuje w ujeżdżeniu. Zdobywczyni drużynowo czwartego miejsca w igrzyskach olimpijskich w 2004 roku w Atenach (była jedenasta indywidualnie) i srebrnego medalu w 2008 roku w Pekinie.

## Starty olimpijskie
Ateny 2004
- konkurs drużynowy (Lancet) - 4.
- konkurs indywidualny (Lancet) - 11.

Pekin 2008
- konkurs drużynowy (Sunrise) - srebro
- konkurs indywidualny (Sunrise) - 25.